# Jerel Blassingame
Jerel Blassingame, né le 12 septembre 1981, à Brooklyn, à New York, est un joueur américain de basket-ball. Il évolue au poste de meneur.

## Biographie
En janvier 2014, il est co-MVP de la 15e journée de saison régulière de la Ligue adriatique de basket-ball avec son coéquipier Dario Šarić. Blassingame marque 26 points, prend 3 rebonds et fait 9 passes décisives dans la victoire du Cibona contre Union Olimpija.
Le 30 mars 2017, il rejoint Antibes. Le 25 mai 2017, il prolonge son contrat de deux ans à Antibes.
Le 18 juillet 2018, il s'engage à l'Élan béarnais Pau-Lacq-Orthez. Blassingame blessé, Pau-Lacq-Orthez fait venir le meneur Mickey McConnell (en) pour le remplacer et le club et Blassingame rompent le contrat qui les lie au 31 décembre 2018,.

## Palmarès
- Champion de Pologne en 2012 avec l'Asseco Prokom Gdynia
- MVP de la finale du championnat de Pologne en 2012 avec l'Asseco Prokom Gdynia
- Vainqueur de la Coupe de Croatie 2013 avec le Cibona Zagreb
- Vainqueur de la Ligue Adriatique 2014 avec le Cibona Zagreb